# Mahoraise des eaux
 (août 2019).
La Société mahoraise des eaux (SMAE) est une société, créée en 2014, à partir du service de distribution d'eau potable de Sogea Mayotte, entreprise implantée à Mayotte depuis 1977,. Son activité principale est d’assurer la gestion déléguée du service d'eau et d'assainissement pour le compte du Syndicat intercommunal d'eau et d'assainissement de Mayotte (SIEAM).

## Histoire
Présente sur l'île depuis 1977, SOGEA Mayotte, outre son activité de travaux publics, gère par délégation pour le compte du SIEAM la distribution de l'eau potable sur le territoire de Mayotte.
- 1977 : SOGEA Mayotte
- 2014 : création de Mahoraise des Eaux, deux activités distinctes (Travaux et Eaux)[1]

### Grèves de 2019
La société connaît des grèves en mars 2019 causées par un dialogue social dégradé.
Un préavis de grève a été déposé pour septembre 2019.

### Coupure
En 2023 d’importantes coupures d’eau ont eu lieu.